# 瑞典的索菲亞·威廉明娜
瑞典的索菲亞·威廉明娜（瑞典語：Sofia Wilhelmina av Sverige，1801年5月22日—1865年7月6日）是德国巴登大公國的大公夫人和瑞典公主。她的父亲是瑞典国王古斯塔夫四世·阿道夫。
她的父亲在她八岁时因政变而被推翻，一家离开瑞典。索菲亞自少就被认为是一名高傲的女孩。1819年7月，她和外祖父的弟弟巴登大公利奥波德结婚。索菲亞婚后诞下共七名孩子。她的其中一位孙女是日后的瑞典王后維多利亞。